# Carcere di Yuma
La prigione territoriale di Yuma, meglio nota come carcere di Yuma, era una famosa prigione del Selvaggio West, che si trovava a Yuma, città degli Stati Uniti d'America in Arizona, ora trasformata in museo.